# Італійські парафії Московського патріархату
Парафії Московського патріархату в Італійській Республіці (також Італійські парафії Московського патріархату, Російська православна церква в Італії, італ. Chiesa Ortodossa Russa in ItaliaChiesa Ortodossa Russa in Italia, Патріарші приходи в Італії) — канонічна частина Російської православної церкви, що об'єднує парафії Московського патріархату на території Італії. Управляються єпископами з титулом Богородський.
В допомогу правлячому архієрею у Римі працює секретаріат адміністрації. Приміщення секретаріату розташовані на першому поверсі парафіяльного комплексу храму великомучениці Катерини в Римі.

## Історія
27 грудня 2007 року рішенням Священного Синоду парафії Московського патріархату в Італії були виділені зі складу Корсунської єпархії та підпорядковані в управління єпископу Богородському, вікарію Патріарха Московського і всієї Русі. При цьому єпископ з титулом Богородський на той момент призначений не був, і Синод ухвалив зберегти тимчасову архіпастирську опіку парафій за архієпископом Корсунським Інокентієм (Васильєвим) У зв'язку з призначенням у 2010 році на Корсунську кафедру єпископа Нестора (Сиротенко), функції тимчасового керуючого Богородської кафедри перейшли до нього. В даний заклад не увійшли три ставропігійних приходу в Італії: Храм святителя Миколая в Римі, Храм-Подвір'я святителя і Чудотворця Миколая в Барі, і Свято-Миколаївський прихід в Мерано.
У 2011 році розпочато роботи по створенню повноцінного єпархіального управління при ставропігійному храмі святої великомучениці Єкатерини в Римі. Для цих цілей у храмі виділено два приміщення, в яких розмістилися секретаріат управління, канцелярія та архів. З цього часу питання, що стосуються видачі документів, оформлення довідок, ведення офіційного листування, що стосується Італійських парафій, вирішуються через єпархіальне управління в Римі, а не в Парижі (як раніше).
21 травня 2012 року Адміністрація парафій Московського Патріархату в Італії (італ. Amministrazione delle parrocchie del Patriarcato di Mosca in ItaliaAmministrazione delle parrocchie del Patriarcato di Mosca in Italia) отримала статус юридичної особи в Італійській Республіці.
У 2013 році архієпископ Марк (Головков) відзначив: «створення централізованої структури управління парафіями в Італійській республіці є одним з важливих напрямків діяльності Російської Православної Церкви в сфері піклування про зарубіжні установи. Так, у 2007 р. була утворена Адміністрація парафій Московського Патріархату в Італії, і в травні минулого року нею був отриманий статус юридичної особи, що є істотним досягненням для подальшого розвитку. По суті така структура являє собою аналогію єпархії».
25 липня 2014 року рішенням Священного Синоду до складу Адміністрації парафій Московського Патріархату в Італії були прийняті приходи: в честь святителя Максима, єпископа Туринського (Турин); на честь Воздвиження Хреста Господнього (Удіне); на честь Покрови Пресвятої Богородиці (Болонья); на честь святителя Миколая (Лекко); на честь святителя Миколая (Новара); на честь Трьох святителів (П'яченца); на честь святих рівноапостольних Костянтина і Олени (Імола); на честь архангела Гавриїла та архистратига Михаїла (Роверето).
У липні 2014 року адміністрацією парафій Московського Патріархату в Італії був виданий Служебник виданий італійською мовою.
26 лютого 2019 Священний Синод Російської православної церкви скасував ставропігійний статус Миколаївського приходу і Екатеринского приходу в Римі, включивши їх до складу парафій Московського Патріархату в Італії.

## Керуючі італійськими парафіями РПЦ
- - Інокентій (Васильєв) (27 грудня 2007 — 24 грудня 2010) тимчасовий керівник, єпископ Корсунський
  - Нестор (Сиротенко) (24 грудня 2010 — 16 липня 2013) тимчасовий керівник, єпископ Корсунський
  - Марк (Головков) (16 липня 2013 — 22 жовтня 2015) тимчасовий керівник, архиєп. Єгор'євський
- Антоній (Севрюк) (26 жовтня 2015 — 29 липня 2017)
- Матвій (Андрєєв) (29 липня — 28 грудня 2017)
  - Антоній (Севрюк) (28 грудня 2017 — 15 жовтня 2018) тимчасовий керівник, архиєпископ Віденський
- Іоанн (Рощин) (15 жовтня 2018 — 30 травня 2019)
  - Антоній (Севрюк) (30 травня 2019 - 16 березня 2023)  тимчасовий керівник, митрополит Корсунський
  - Нестор (Сиротенко) (з 16 березня 2023) тимчасовий керівник, митрополит Корсунский